# Herinneringsmedaille Multinationale Vredesoperaties
De  Herinneringsmedaille Multinationale Vredesoperaties  werd door Koningin Beatrix der Nederlanden bij Koninklijk Besluit no. 157 van 30 juli 1982 ingesteld. De medaille werd ingesteld ter vervanging van de Herinneringsmedaille VN-Vredesoperaties die met ingang van die datum niet meer werd toegekend.
De Herinneringsmedaille VN-Vredesoperaties en de Herinneringsmedaille Multinationale Vredesoperaties werden bij Koninklijk Besluit van 23 maart 2001 beide afgeschaft. Als vervanging werd diezelfde dag de Herinneringsmedaille Vredesoperaties ingesteld, die sinds 2016 Herinneringsmedaille Internationale Missies heet.
In 1992 hadden de Nederlandse strijdkrachten een op het decoratiestelsel van de Verenigde Naties gelijkend systeem van een enkele medaille aan verschillende linten voor evenzovele operaties ingevoerd. Door de vele operaties waaraan Nederland sinds die tijd heeft deelgenomen kwamen er naar het oordeel van de legerleiding te veel verschillende batons. Daarom werd besloten dat de Herinneringsmedaille VN-Vredesoperaties met zes linten en een gesp voor dienst in de Libanon in 1979 en de Herinneringsmedaille Multinationale Vredesoperaties uit 1982, waaraan drie verschillende linten en twee gespen, voor de Arabische Golf en Sinaï waren verbonden, werden afgeschaft en bij Koninklijk Besluit van 23 maart 2001 vervangen door de Herinneringsmedaille Vredesoperaties. Op het lint van deze medaille zouden in het vervolg gespen worden gedragen voor de verschillende operaties in internationaal verband.
Het KB stelt dat de Herinneringsmedaille Multinationale Vredesoperaties dient "als beloning voor hen, die van overheidswege hetzij gedurende ten minste drie maanden deel hebben uitgemaakt van een multinationale vredesmacht, hetzij gedurende een ten minste gelijke periode als waarnemer of in een soortgelijke functie bij enigerlei operatie van een multinationale vredesmacht zijn opgetreden, en daarbij in alle opzichten een goede plichtsbetrachting en een goed gedrag hebben betoond".
In 1999 bleek dat een grote groep uit Kosovo teruggekeerde militairen net niet aan de eisen voldeed. Zij waren al met de Herinneringsmedaille Multinationale Vredesoperaties onderscheiden en moesten deze teruggeven. Om de gemoederen weer tot bedaren te brengen werd de Kosovo-medaille ingesteld.

## De medaille
De ronde bronzen medaille met een middellijn van 35 millimeter wordt aan een lint op de linkerborst gedragen. Op de voorzijde van de medaille is een geheven zwaard omstrengeld door een olijftak met als omschrift het Latijnse "CONCORDIA FACIT PACEM" oftewel "eenheid maakt vrede" afgebeeld.
De keerzijde vertoont het Nederlandse rijkswapen.

## Het lint
De onderscheiding wordt in de zes hierboven getoonde versies gedragen, al zullen de militairen in actieve dienst hun modelversiersel volgens de regels hebben laten opmaken in de Pruisische vorm zodat er een U-vormig lint ontstaat.
1. Herinneringsmedaille Multinationale Vredesoperaties voor deelname aan de CVSE-waarnemersmissies in Georgië en Moldavië, de multinationale politiewaarnemersmissie in Haïti, de WEU-missie in Albanië en De OVSE-missie in Albanië. Lint zonder gesp
2. Herinneringsmedaille Multinationale Vredesoperaties met het Herinneringsteken bijzondere missies voor deelname aan bijzondere operaties in multinationaal verband.
3. Herinneringsmedaille Multinationale Vredesoperaties met de gesp "GOLF" - ingesteld bij Koninklijk besluit van 23 december 1987 - voor deelname aan de multinationale mijnenbestrijdingsoperatie "Octopus" in 1987 en 1988, uitgevoerd op zee in en nabij de Perzische Golf.
4. Herinneringsmedaille Multinationale Vredesoperaties met de gesp "SINAÏ" voor deelname aan de Multinational Force and Observers Group in de Sinaï-woestijn in de periode maart 1982 tot 1 mei 1995. Op de baton wordt een ster gedragen.
5. Herinneringsmedaille Multinationale Vredesoperaties aan een afwijkend lint voor deelname aan de multinationale operaties Desert Shield, Desert Storm en samenhangende operaties in de Perzische Golf en het Midden-Oosten in de periode 1991-1994.
6. Herinneringsmedaille Multinationale Vredesoperaties aan een afwijkend lint voor deelname aan multinationale operaties in het voormalige Joegoslavië.[1]

Op het lint wordt door sommige militairen ook het Herinneringsteken bijzondere missies, een bronzen "M" gespeld. Dit herinneringsteken werd ingesteld bij Koninklijk besluit van 14 oktober 1999.  Het herinneringsteken wordt, zo bepaalt het KB, toegekend aan "hen die van overheidswege gedurende ten minste drie maanden aaneengesloten deel hebben uitgemaakt van een multinationale bijzondere missie, mits voor die operatie niet een lint met andere kleuren is vastgesteld. Bij herhaalde deelname aan bijzondere missies wordt het herinneringsteken toegekend, voorzien van een Arabisch cijfer 2 of hoger".
De Herinneringsmedaille VN-Vredesoperaties en de Herinneringsmedaille Multinationale Vredesoperaties werden bij Koninklijk Besluit van 23 maart 2001 beide afgeschaft. Als vervanging werd diezelfde dag de Herinneringsmedaille Vredesoperaties ingesteld, die sinds 1 juli 2016 Herinneringsmedaille Internationale Missies heet.